# Tucan uriaș
Tucanul uriaș (Ramphastos toco) sau tucanul toco este o specie de pasăre piciformă din familia tucanilor, Ramphastidae. Este cea mai mare specie de tucani și are un aspect distinctiv, cu corpul negru, gâtul, pieptul și coada superioară albe și coada inferioară roșie. Caracteristica sa cea mai vizibilă este ciocul masiv, de culoare galben-portocalie, cu baza neagră și o pată mare în vârf. Este o pasăre endemică Americii de Sud, unde are o distribuție largă, de la Guianas la sud până în nordul Argentinei și Uruguay, iar arealul său s-a extins recent spre sud.

## Taxonomie și sistematică
Cele mai vechi rămășițe cunoscute ale tucanului uriaș datează de acum aproximativ 20.000 de ani, din depozitele pleistocene din Lagoa Santa. Prima descriere europeană a speciei a fost scrisă de naturalistul francez Pierre Belon⁠(d) în lucrarea sa Histoire de la nature des oyseaux din 1555. Belon deținea doar un specimen al ciocului păsării și a emis ipoteza că tucanul era o pasăre care se hrănea cu pește, datorită ciocului său lung și zimțat, despre care Belon credea că împărtășea unele caracteristici cu ciocurile pelicanilor, ale ferestrașilor și ale unor rațe. Descrierea și ideile lui Belon au rămas influente până în secolul al XVIII-lea.
Specia a fost descrisă oficial ca Ramphastos Toco de către zoologul german Philipp Ludwig Statius Müller⁠(d) în 1776 pe baza specimenelor din Cayenne, Guyana Franceză. În 1862, ornitologul german Jean Cabanis a descris R. albogularis ca o specie nouă pe baza specimenelor din sudul Braziliei; până în 1870, aceasta a fost retrogradată la statutul de subspecie a R. toco. Numele genului, Ramphastos, derivă dintr-o ortografie greșită a grecescului antic ῥαμφηστης, rhamphēstēs, însemnând „bot”, care este el însuși derivat din grecescul ῥαμφη, rhampē, însemnând „cioc”; numele se referă la ciocul mare al tucanilor. Numele specific toco provine de la Tucá sau Tucán, cuvântul din limba guarani pentru tucan, și poate însemna „nas de os”. Tucan toco este numele comun oficial desemnat de Uniunea Internațională a Ornitologilor (IOU).
Tucanul toco este una dintre cele opt specii plasate în prezent în genul Ramphastos și una dintre cele peste patruzeci de specii din familia de tucani Ramphastidae. Cladograma de mai jos prezintă relațiile filogenetice din cadrul Ramphastos, pe baza unui studiu realizat în 2009 de José Patané și colegii săi:
|  | Ramphastos tucanus  |
|  |                     |
|  | Ramphastos ambiguus |
|  |                     |

|  | Ramphastos dicolorus                                                        |
|  |                                                                             |
|  | \| \| Ramphastos brevis \| \| \| \| \| \| Ramphastos vitellinus \| \| \| \| |
|  |                                                                             |
|  | Ramphastos brevis                                                           |
|  |                                                                             |
|  | Ramphastos vitellinus                                                       |
|  |                                                                             |

|  | Ramphastos brevis     |
|  |                       |
|  | Ramphastos vitellinus |
|  |                       |

|  | Ramphastos dicolorus                                                        |
|  |                                                                             |
|  | \| \| Ramphastos brevis \| \| \| \| \| \| Ramphastos vitellinus \| \| \| \| |
|  |                                                                             |
|  | Ramphastos brevis                                                           |
|  |                                                                             |
|  | Ramphastos vitellinus                                                       |
|  |                                                                             |

|  | Ramphastos brevis     |
|  |                       |
|  | Ramphastos vitellinus |
|  |                       |

|  | Ramphastos tucanus  |
|  |                     |
|  | Ramphastos ambiguus |
|  |                     |

|  | Ramphastos dicolorus                                                        |
|  |                                                                             |
|  | \| \| Ramphastos brevis \| \| \| \| \| \| Ramphastos vitellinus \| \| \| \| |
|  |                                                                             |
|  | Ramphastos brevis                                                           |
|  |                                                                             |
|  | Ramphastos vitellinus                                                       |
|  |                                                                             |

|  | Ramphastos brevis     |
|  |                       |
|  | Ramphastos vitellinus |
|  |                       |

|  | Ramphastos dicolorus                                                        |
|  |                                                                             |
|  | \| \| Ramphastos brevis \| \| \| \| \| \| Ramphastos vitellinus \| \| \| \| |
|  |                                                                             |
|  | Ramphastos brevis                                                           |
|  |                                                                             |
|  | Ramphastos vitellinus                                                       |
|  |                                                                             |

|  | Ramphastos brevis     |
|  |                       |
|  | Ramphastos vitellinus |
|  |                       |

|  | Ramphastos tucanus  |
|  |                     |
|  | Ramphastos ambiguus |
|  |                     |

|  | Ramphastos dicolorus                                                        |
|  |                                                                             |
|  | \| \| Ramphastos brevis \| \| \| \| \| \| Ramphastos vitellinus \| \| \| \| |
|  |                                                                             |
|  | Ramphastos brevis                                                           |
|  |                                                                             |
|  | Ramphastos vitellinus                                                       |
|  |                                                                             |

|  | Ramphastos brevis     |
|  |                       |
|  | Ramphastos vitellinus |
|  |                       |

|  | Ramphastos dicolorus                                                        |
|  |                                                                             |
|  | \| \| Ramphastos brevis \| \| \| \| \| \| Ramphastos vitellinus \| \| \| \| |
|  |                                                                             |
|  | Ramphastos brevis                                                           |
|  |                                                                             |
|  | Ramphastos vitellinus                                                       |
|  |                                                                             |

|  | Ramphastos brevis     |
|  |                       |
|  | Ramphastos vitellinus |
|  |                       |

|  | Ramphastos tucanus  |
|  |                     |
|  | Ramphastos ambiguus |
|  |                     |

|  | Ramphastos dicolorus                                                        |
|  |                                                                             |
|  | \| \| Ramphastos brevis \| \| \| \| \| \| Ramphastos vitellinus \| \| \| \| |
|  |                                                                             |
|  | Ramphastos brevis                                                           |
|  |                                                                             |
|  | Ramphastos vitellinus                                                       |
|  |                                                                             |

|  | Ramphastos brevis     |
|  |                       |
|  | Ramphastos vitellinus |
|  |                       |

|  | Ramphastos dicolorus                                                        |
|  |                                                                             |
|  | \| \| Ramphastos brevis \| \| \| \| \| \| Ramphastos vitellinus \| \| \| \| |
|  |                                                                             |
|  | Ramphastos brevis                                                           |
|  |                                                                             |
|  | Ramphastos vitellinus                                                       |
|  |                                                                             |

|  | Ramphastos brevis     |
|  |                       |
|  | Ramphastos vitellinus |
|  |                       |

Două subspecii sunt recunoscute de IOU:
- Ramphastos toco toco (Müller, 1776)
- Ramphastos toco albogularis (Cabanis, 1862)

## Galerie

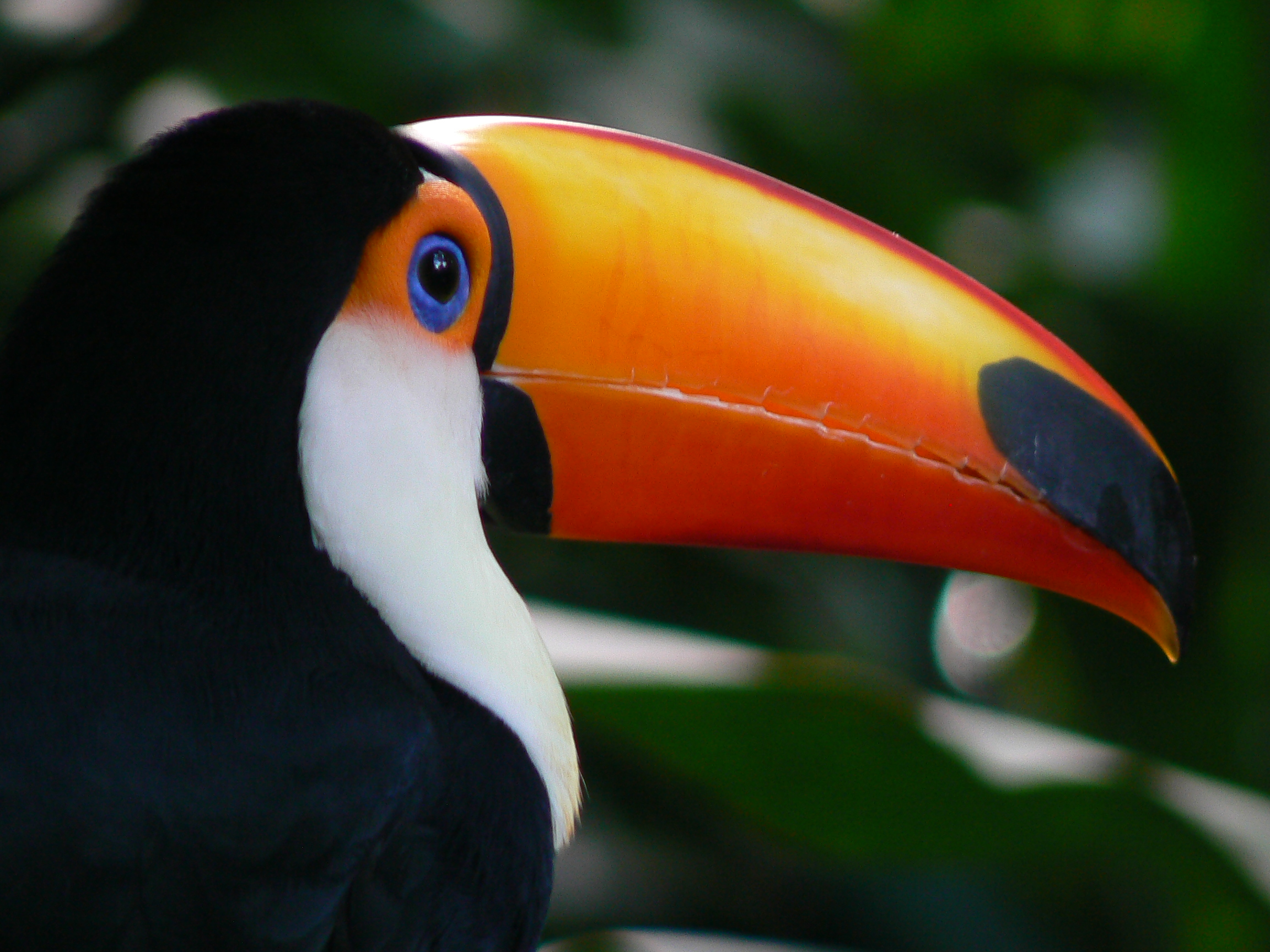
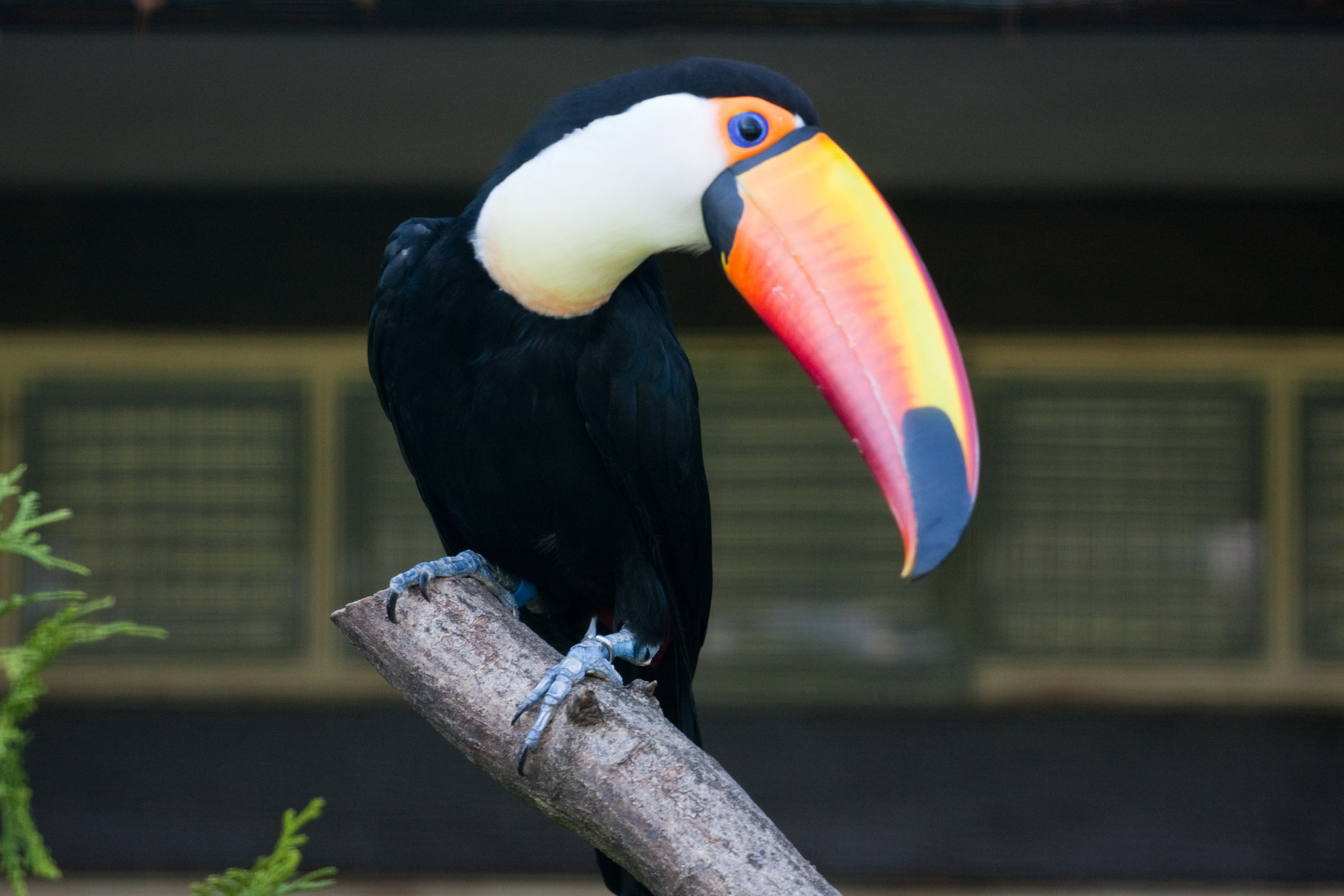
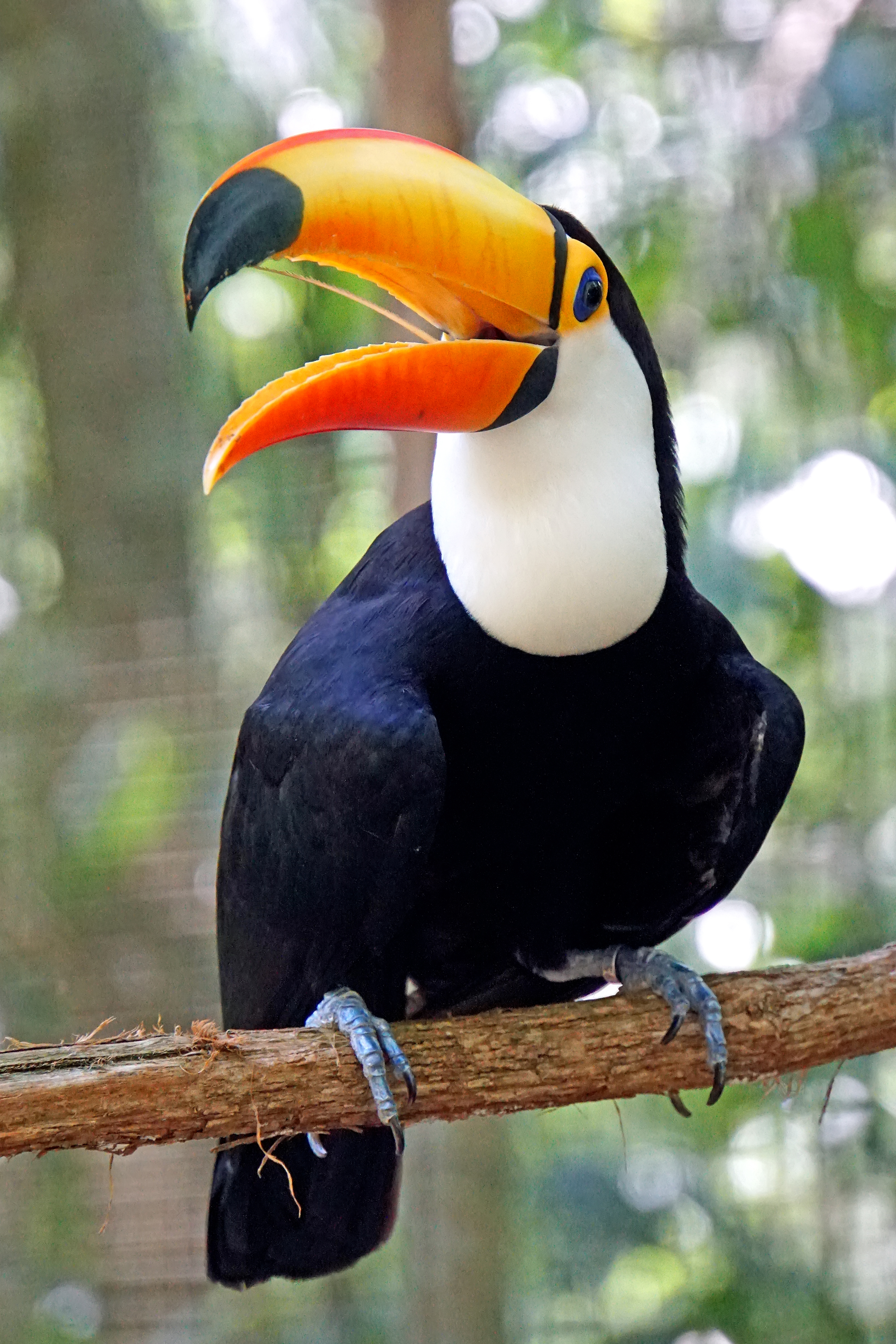
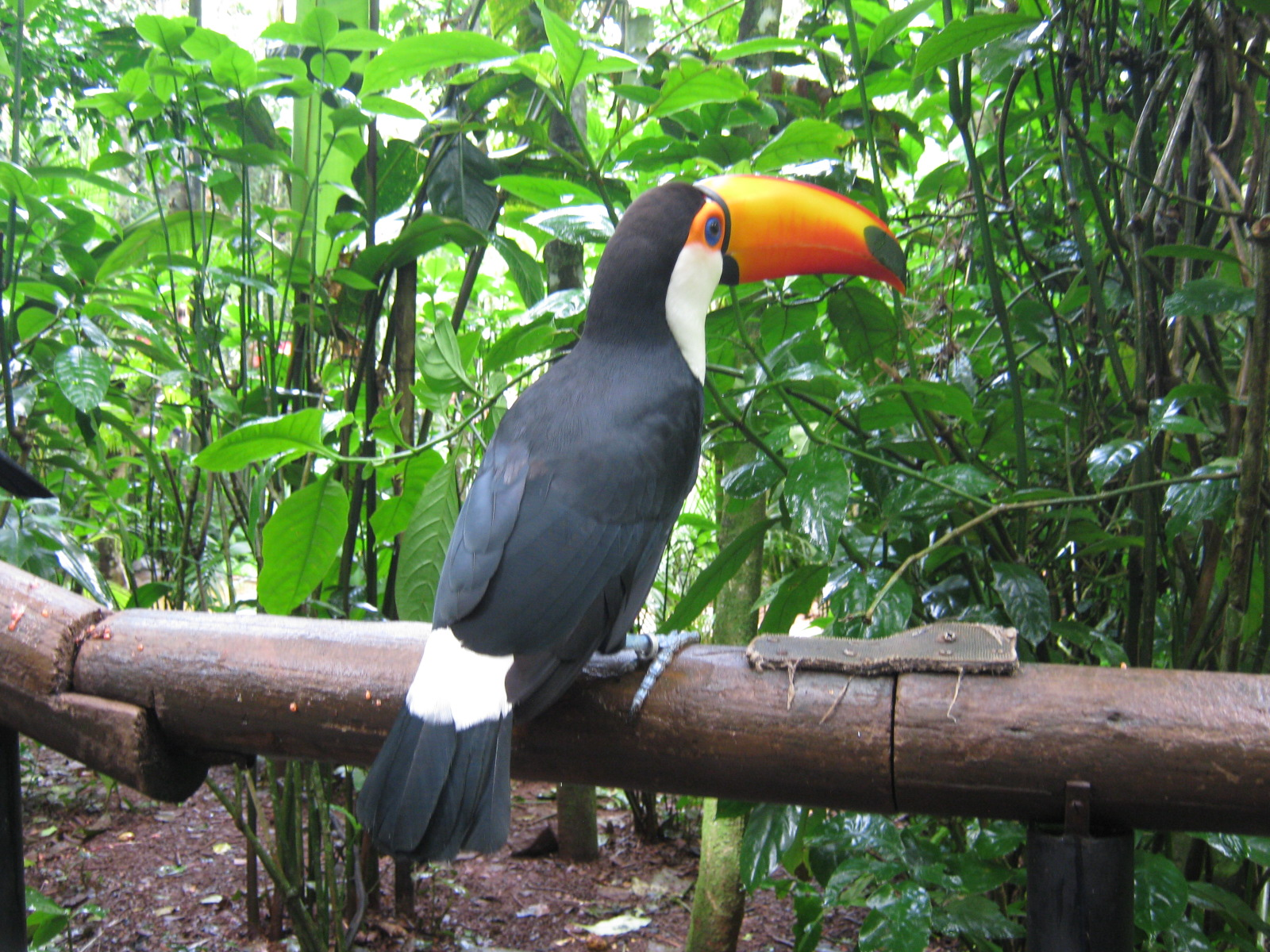
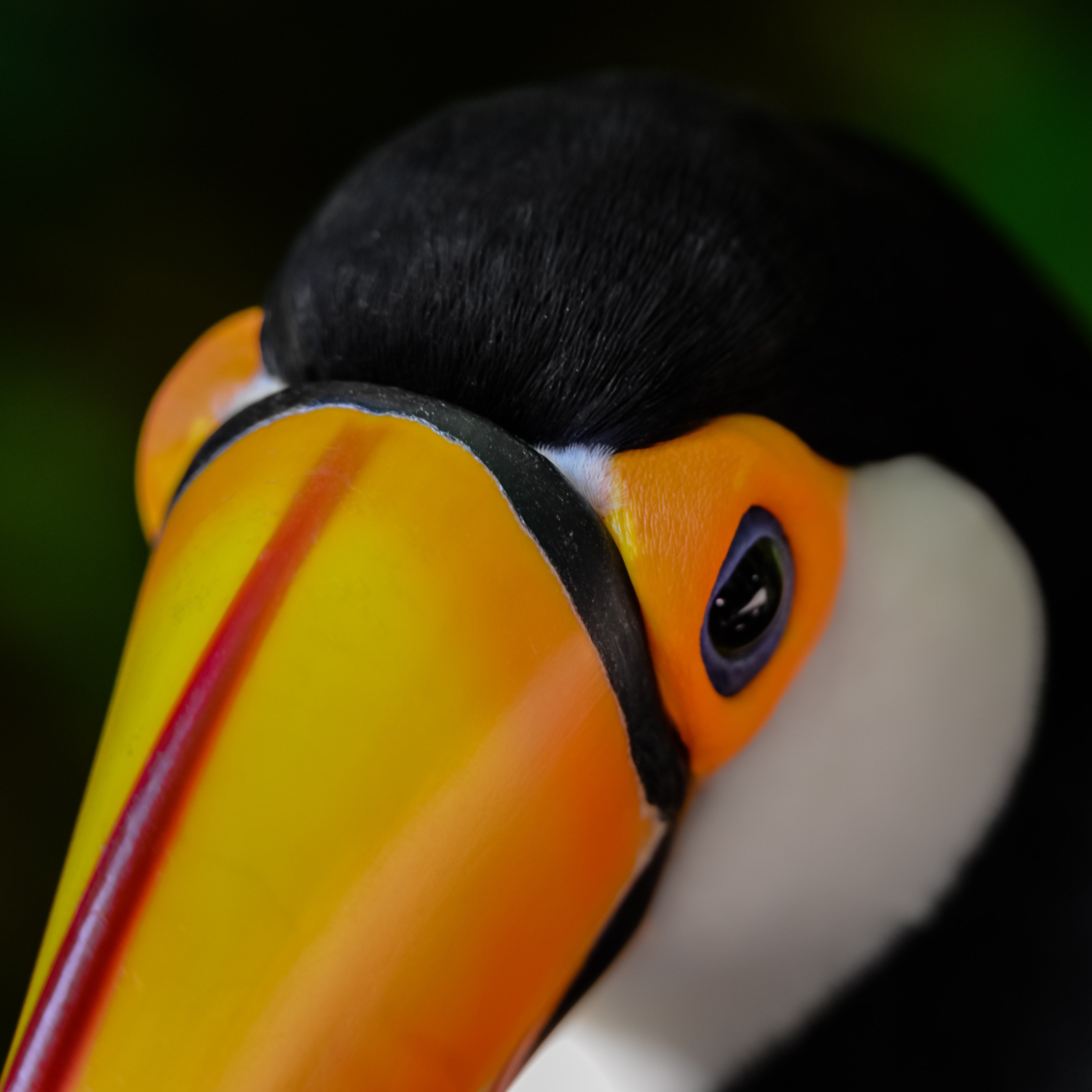